# Adon haSeli'hot
Adon haSeli'hot (hébreu : אֲדוֹן הַסְּלִיחוֹת « Maître des pardons ») est une pièce litugique juive de pénitence anonyme, comptant parmi les plus anciennes recensées. Ce poème juif de type pizmon car doté d’un refrain, est composé en acrostiche alphabétique et, bien que ne disposant pas de rimes qui caractérisent les productions ultérieures, joue fortement sur les assonances. 
Devenu l’une des pièces les plus typiques de l’office des seli’hot dans les communautés de rite séfarade ou oriental, cette suite de courtes supplications à Dieu afin de recevoir son pardon, est généralement chanté sur un air enjoué, témoignant de la confiance des orants d’être exaucés malgré le contenu a priori austère.

## Présentation du poème
Le poème anonyme apparaît pour la première fois dans deux versions assez similaires dans le Seder Amram Gaon (p. 155) et le siddour de Saadia Gaon (p. 353).

### Texte hébraïque et traduction
|  | Traduction                                             | Transcription                 | Hébreu                |
|  | ------------------------------------------------------ | ----------------------------- | --------------------- |
|  | Maître des pardons,                                    | Adon haśǝliḥot                | אֲדוֹן הַסְּלִיחוֹת          |
|  | sondeur des cœurs,                                     | boḥen lǝḇaḇot                 | בּוֹחֵן לְבָבוֹת            |
|  | découvreur des profondités,                            | golē ʿamûḳot                  | גּוֹלֶה עֲמוּקוֹת           |
|  | parleur de paroles justes,                             | doḇer ṣǝdaḳot                 | דּוֹבֵר צְדָקוֹת            |
|  | Nous avons fauté devant toi, fais miséricorde sur nous | Ḥaṭanou lǝp̄aneḵa raḥem ʿalenû | חָטָאנוּ לְפָנֶיךָ רַחֵם עָלֵינוּ |
|  | Embelli de merveilles,                                 | Hadour banip̄laʾot             | הָדוּר בְּנִפְלָאוֹת          |
|  | ancien des consolations,                               | vatiq bǝnēḥamot               | וָתִיק בְּנֶחָמוֹת           |
|  | [celui qui] se souvient de l’alliance des pères,       | zoḵēr bǝrit ʾaḇot             | זוֹכֵר בְּרִית אָבוֹת        |
|  | sondeur des reins,                                     | ḥoḵer kǝlayot                 | חוֹקֵר כְּלָיוֹת            |
|  | Nous avons fauté devant toi, fais miséricorde sur nous | Ḥaṭanou lǝp̄aneḵa raḥem ʿalenû | חָטָאנוּ לְפָנֶיךָ רַחֵם עָלֵינוּ |
|  | Bon et bienfaisant pour les créatures,                 | Ṭoḇ ûmeṭiḇ labǝriʾot          | טוֹב וּמֵטִיב לַבְּרִיּוֹת      |
|  | [Celui qui] sait toutes les [choses] cachées,          | yodēʿa kol nistarot           | יוֹדֵעַ כָּל נִסְתָּרוֹת        |
|  | [celui qui] maîtrise les fautes,                       | koḇēš ʿavonot                 | כּוֹבֵשׁ עֲוֹנוֹת            |
|  | [celui qui] se vêt de justices,                        | loḇēš ṣǝdaḳot                 | לוֹבֵשׁ צְדָקוֹת            |
|  | Nous avons fauté devant toi, fais miséricorde sur nous | Ḥaṭanou lǝp̄aneḵa raḥem ʿalenû | חָטָאנוּ לְפָנֶיךָ רַחֵם עָלֵינוּ |
|  | Empli de mérites,                                      | Malē zaḵûyot                  | מָלֵא זְכֻיוֹת             |
|  | Redoutable des louanges,                               | nora tǝhilot                  | נוֹרָא תְהִלּוֹת            |
|  | [celui qui] pardonne les fautes,                       | solēaḥ ʿavonot                | סוֹלֵחַ עֲוֹנוֹת            |
|  | [celui qui] répond à l’heure des détresses,            | ʿonē bǝēṭ ṣarot               | עוֹנֶה בְּעֵת צָרוֹת         |
|  | Nous avons fauté devant toi, fais miséricorde sur nous | Ḥaṭanou lǝp̄aneḵa raḥem ʿalenû | חָטָאנוּ לְפָנֶיךָ רַחֵם עָלֵינוּ |
|  | [celui qui] accomplit des délivrances,                 | Poʿēl yǝšûʿot                 | פּוֹעֵל יְשׁוּעוֹת           |
|  | [celui qui] voit les avenirs,                          | ṣop̄ē ʿatidot                  | צוֹפֶה עֲתִידוֹת           |
|  | [celui qui] lit les générations,                       | ḳorē hadorot                  | קוֹרֵא הַדּוֹרוֹת           |
|  | [celui qui] chevauche les hauteurs célestes,           | roḵeḇ ʿaraḇot                 | רוֹכֵב עֲרָבוֹת            |
|  | [celui qui] entend les prières,                        | šomēʿa tep̄ilot                | שׁוֹמֵעַ תְּפִלּוֹת            |
|  | Parfait d’idées,                                       | tǝmim dēʿot                   | תְּמִים דֵּעוֹת             |
|  | Nous avons fauté devant toi, fais miséricorde sur nous | Ḥaṭanou lǝp̄aneḵa raḥem ʿalenû | חָטָאנוּ לְפָנֶיךָ רַחֵם עָלֵינוּ |